# نخستین تاخت و تاز انگلیس
نخستین تاخت و تاز انگلستان (انگلیسی: British Invasion) نام دوره چند سال در دهه ۱۹۶۰ میلادی است که در آن موسیقی راک انگلیسی و فرهنگ انگلیس جامعه آمریکا را درنوردید. همچنین این تهاجم فرهنگی پایه جنبش پادفرهنگ دهه ۱۹۶۰ نیز شد. گروه‌های راک انگلیسی مانند بیتلز، رولینگ استونز، گری اند د پیس میکرز، د سرچرز، بیلی جی کریمر و داکوتاز، فردی اند د دریمرز، دیو کلارک فایو، د هالیز، مانفرد مان هرمندز هرمت، پیتر اند گوردون، انیمالز، زامبیز، یاردبردز، مودی بلوز، کینکس، د اسپنسر دیویس گروپ، دم، پرتی تینگز، د هو، اسمال فیسس و بی جیز و همچنین خوانندگان انفرادی مانند داستی اسپرینگفیلد، سیلا بلک، پتولا کلارک، ماریان فیتفول، تام جونز و دونوان از گروه‌ها و خوانندگان مشهور نخستین تاخت و تاز انگلستان هستند. در سال‌های نخست دهه ۸۰ میلادی جنبش تازه ای با نام دومین تاخت و تاز انگلستان آغاز شد که ادامه بر نخستین تاخت و تاز انگلستان بود.